# Günter Baumgartner (Politiker)
Günter Baumgartner (* 24. April 1975 in Rotthalmünster) ist ein deutscher Politiker (CSU), der bei der Bundestagswahl am 23. Februar 2025 in den 21. Deutschen Bundestag gewählt wurde. Zuvor war er in Bayerbach kommunalpolitisch aktiv.

## Leben
Baumgartner wurde am 24. April 1975 im niederbayerischen Rotthalmünster geboren. Nachdem er die Wirtschaftsschule Eggenfelden besucht hatte, absolvierte er vom September 1992 bis zum Januar 1995 eine Ausbildung zum Bankkaufmann. Im März 1998 schloss er die Ausbildung zum Sparkassenfachwirt ab. Im Juni 2004 folgte der Abschluss zum Sparkassenbetriebswirt. Hauptberuflich ist er Vorstandsassistent bei der Sparkasse Rottal-Inn.

## Politik
Im Jahr 2000 trat Baumgartner in die CSU ein und ist seit 2015 Schatzmeister im Kreisvorstand Rottal-Inn. Seit den Kommunalwahlen des Jahres 2014 ist Baumgartner Mitglied des Gemeinderates der Gemeinde Bayerbach. Seit 2020 übt er dort zudem das Amt des ersten Bürgermeisters aus.
In der Bundestagswahl 2025 trat Baumgartner im Wahlkreis Rottal-Inn an wo er sich mit 49.581 (34,9 %) Stimmen gegen seine Mitbewerber, unter anderem den stellvertretenden bayerischer Ministerpräsidenten und Bundesvorsitzenden der Freien Wähler Hubert Aiwanger, durchsetzte.

## Privates
Baumgartner ist verheiratet und hat drei Kinder.